# Tim Tam
甜顶（英語：Tim Tam），是澳大利亚雅乐思饼干食品有限公司的产品，市場定位为巧克力饼干、巧克力威化饼、巧克力果酱饼等。

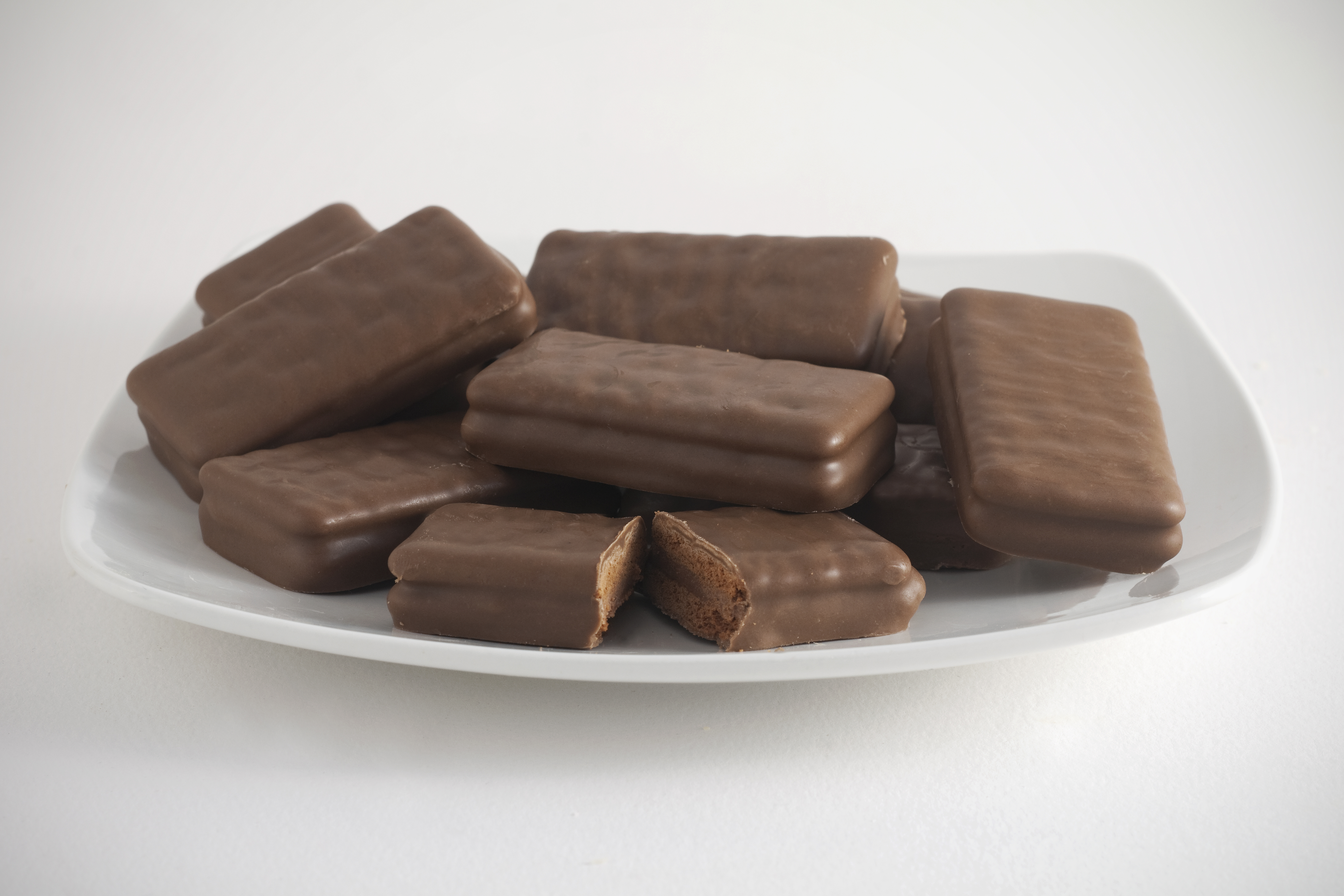
甜顶

而在雅乐思饼干食品有限公司的母公司金宝汤的简体中文网页上，Tim Tam则被命名为甜点。

## 概述
Tim Tam发源地在澳洲昆士兰州温顿（Winton）。雅乐思食品公司的食品技术部主任伊恩·诺里斯于1964年创造了这个产品。
1958年，当伊恩·诺里斯为了雅乐思食品创新而四处旅行，他在英格兰格拉斯哥发现了企鹅牌饼干，并由此得到了新产品的灵感。这一新产品上市之际，公司负责人Ross Arnott正在美国肯塔基州观看赛马并以本场比赛的冠军马Tim Tam命名伊恩·诺里斯的创新产品 。

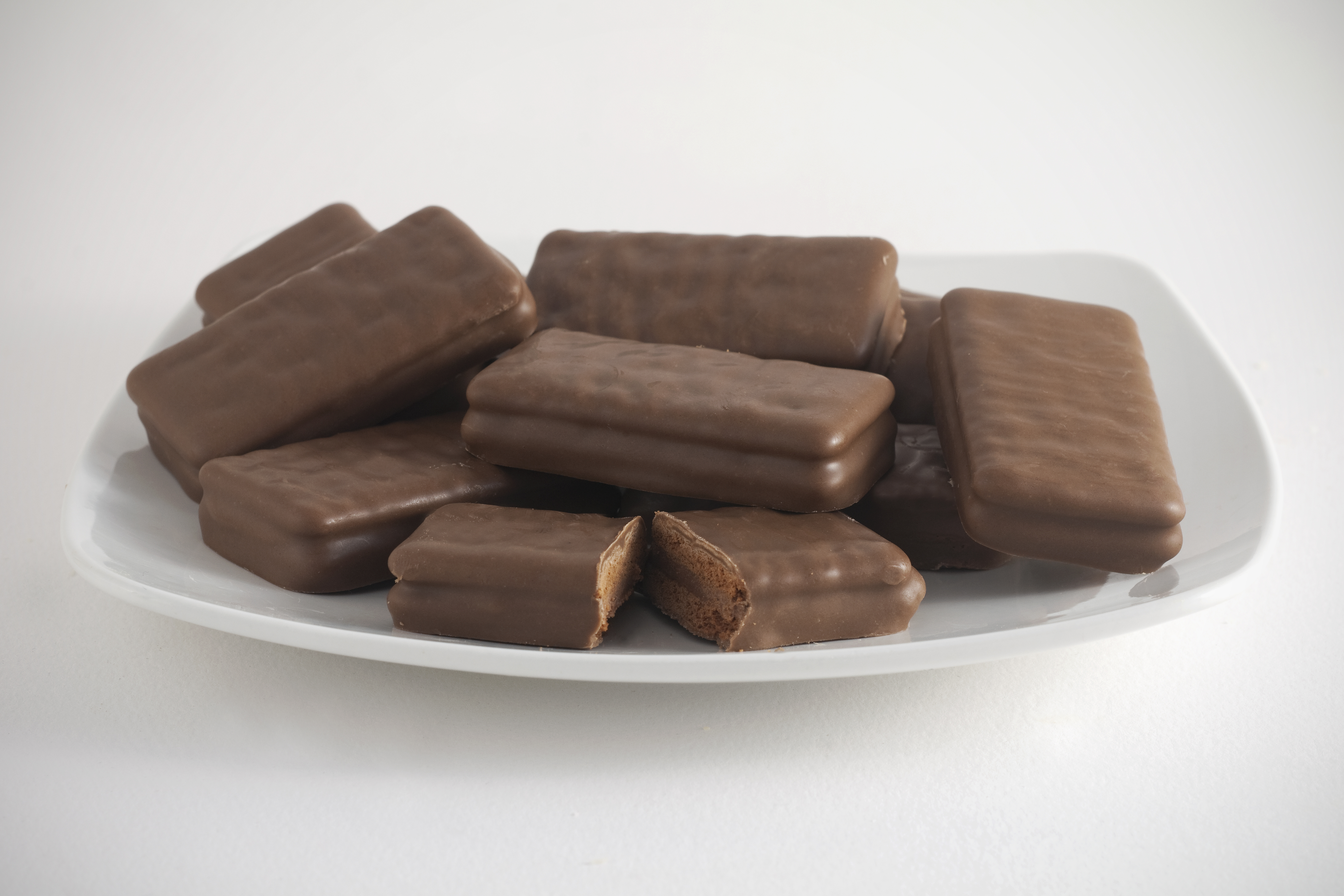

## 产品系列

### 香港
香港市场销售的Tim Tam由全球消费品（私人）有限公司 （页面存档备份，存于）（Global Consumer Products Private LTD）自澳洲进口，产品包括以下規格：
- 巧克力外層威化餅 144克
- 巧克力三文治餅乾 60克
- 雲呢嗱味三文治餅乾 60克
- 巧克力三文治餅乾（獨立包裝） 150克

### 印尼
印尼市场的Tim Tam制造商为Halo Arnotts，奶酪味Tim Tam首次在这个国家发明并投产。卡布其诺味混搭巧克力味Tim Tam在印尼等东南亚市场为常见产品。

### 中華人民共和国
在中華人民共和国销售的Tim Tam产品为：
- 白巧克力饼干 165克
- 经典黑巧克力饼干 200克
- 巧克力太妃糖饼干 175克
- 双倍巧克力饼干 200克
- 原味巧克力饼干 200克

## 特别吃法
可搭配牛奶，頭尾各咬一小口當做吸管將牛奶吸起，因為牛奶的關係使得夾心變得酥軟，口感風味變得更好吃。

## 市场
Tim Tam在澳大利亚、新西兰、美国、大不列颠联合王国、加拿大、中国大陆、香港、澳门、台湾、日本等多个国家及地区均有售。在原产地及主要产地的澳大利亚，Tim Tam在Coles、Woolworths等主要超市等地方普遍销售。